# نرويجيان جوي
نرويجيان جوي (بالإنجليزية: Norwegian Joy) هي سفينة سياحية والتي تديرها شركة نرويجيان كروزز. ودخلت في الخدمة في عام 2017.

## نبذة
أعلنت نرويجيان للرحلات البحرية في 17 أكتوبر 2012 أنها طلبت من ماير ويرفت أول سفينة من فئة بريك أواي بلس، مع خيار لسفينة ثانية على أن يتم تسليمها في ربيع 2017. سيتم تصميم سفن فئة بريك أواي بلس بحجم أكبر من سفن الأسطول من فئة بريك أواي، مع زيادة حجم الحمولة الإجمالية بمقدار 17,000 ليصبح 163,000، مما يوفر مساحة لاستيعاب أكبر للضيوف ومزيد من الميزات. .
في 16 يوليو 2013، أعلنت الشركة تأكيد طلب السفينة الثانية، بتكلفة تقديرية تقدر بحوالي 700 مليون يورو. جنبا إلى جنب مع أول سفينة من ذات الطراز التي جرى طلبها قبل تسعة أشهر، في 8 أكتوبر 2013 تم اعلان اسم السفينة الثانية هو نرويجيان بليس من خلال مسابقة أقامتها للعموم عبر الإنترنت في سبتمبر لتسمية سفينتها الجديدة. ولكن في 12 أكتوبر 2015 أعلنت الشركة أنه سيتم إطلاق السفينة في الصين وأن اسم السفينة لن يكون نرويجيان بليس، وفي بيان لاحق في 29 فبراير 2016 أطلق اسم نرويجيان جوي
بدأ بناء السفينة بإحتفال قطع الفولاذ في حوض ماير ويرفت لبناء السفن في 16 سبتمبر 2015. في 4 مارس 2017 تم إطلاق السفينة جوي من حوض بناء السفن. والبدء بنقلها على طول نهر إمس من بابنبورغ إلى إيمشافن في 26 مارس 2017  وأجرت تجاربها البحرية في بحر الشمال خلال بقية الشهر.
تم تزويد السفينة بخيارات أماكن إقامة وخيارات لتناول الطعام تتناسب مع احتياجات السوق الصيني. في مارس 2016 جرى كشف النقاب عن تفاصيل التغييرات في التصميم وملامح التصميم التي من شأنها أن تميزها عن غيرها. بإدراج مساحة إضافية للمتاجر، ومطاعم اضافية تصل إلى ما مجموعه 29، ومضمار سباق سيارات كهربائية من مستويين. في 27 يوليو 2016 ، أعلنت النرويجية أنها كلفت الفنان الصيني تان بينج بتصميم العمل الفني على بدن السفينة المستوحى من طائر الفينيق.
يبلغ إجمالي طول نرويجيان جوي 333,46 مترًا (1,094 قدمًا)، وغاطس بعمق 8,7 مترًا (29,53 قدمًا). بحمولة إجمالية 167,725 طنًا يوجد في السفينة 20 طابقًا و 2043 غرفة فاخرة تتسع لـ 4,004 راكب في إشغال مزدوج.
جُهزت السفينة بخمس محركات رئيسية بطاقة إنتاجية إجمالية تبلغ 102.900 حصان (76.7 ميجاوات).اثنين منها من صنع شركة مان طراز B&W 14V48/60CR، كل منهما بقوة 22.520 حصان (16.79 ميجاوات)، وإثنان من طراز B&W 12V48/60CR . ، بالإضافة إلى محرك كاتربيلر 3516C HD

## روابط خارجية
- الموقع الرسمي